# Пшеничная угрица
Пшеничная угрица, или пшеничная нематода (лат. Anguina tritici) — паразитический круглый червь из семейства Anguinidae, вредитель пшеницы.

## Описание
Тело желтовато-белого цвета. Длина тела самок 3—5 миллиметров, самцов 0,9—2,5 миллиметров, ширина 0,1—0,2 миллиметра. При поражении в колосе растения вместо нормальных зёрен развиваются галлы. Заражение растений происходит весной, когда галлы попадают в почву вместе с посевным материалом. Личинки проникают внутрь всходов, некоторое время живут на стеблях, впоследствии переползают в завязь, в образованных ими новых галлах развиваются до половозрелой формы. Там же самки откладывают яйца. Плодовитость одной самки 2000-2500 яиц; в одном галле может быть до 40 самок. Впоследствии из яиц в галле развиваются личинки, которые впадают в состояние анабиоза; в высушенном зерне могут сохранять жизнеспособность более 20 лет. Особенно значительный вред паразит наносит в той местности, где не проводят очистку и смену семян.

## История
Пшеничная угрица была впервые описана в литературе в 1743 году. До XX века она была одной из самых распространённых нематод, поражающих все виды пшеницы и ржи. Исследователи отмечают её первоначальное присутствие во многих частях света, но позже она была искоренена из западного полушария. В настоящее время этот вредитель распространён только в Северной Африке и Западной Азии. Известно о потерях урожая до 70% из-за паразитирования пшеничной угрицы; в целом доля недополученного урожая зерновых культур, пораженных ею, варьировала от 30 до 70%.

## Распространение
Вид был распространён в Евразии, Северной Америке, Северной Африке, Австралии до 40-х годов XX века. Сейчас благодаря тщательному контролю за качеством посевного материала во многих регионах почти полностью уничтожена, но всё ещё распространена в Северной Африке и Западной Азии.

## Жизненный цикл
Молодые паразиты перемещается вверх по растению, прикрепляясь непосредственно к плёнке воды. Они вторгаются в меристемы и проникают в соцветия. Оказавшись в развивающемся семени, черви проходят линьку, после чего становятся взрослыми, спариваются и размножаются. Яйца, отложенные самкой, развиваются и вылупляются как личинки второй стадии (J2) в семенной желчи, где они высыхают и впадают в зимнюю спячку. Спящие личинки зимуют в семенных галлах до весны и высвобождаются при контакте с влажной почвой. Общий жизненный цикл завершается за 113 дней.